# HD 126271
HD 126271，又名BD+08 2858，SAO 120436、HR 5394，是一颗恒星，视星等为6.19，位于銀經356.35，銀緯60.92，其B1900.0坐标为赤經14h 19m 23s，赤緯+8° 60.92′ 28″。